# Savoy, Illinois
Savoy är en ort (village) i Champaign County, i delstaten Illinois, USA. Enligt United States Census Bureau har orten en folkmängd på 7 302 invånare (2011) och en landarea på 8,3 km².